# Tiggers großes Abenteuer
Tiggers großes Abenteuer (Originaltitel The Tigger Movie) ist der vierte Kinofilm der Disney Toon Studios aus dem Jahr 2000. Regie führte Jun Falkenstein. Der Film basiert auf den Pu der Bär-Kinderbüchern von Alan Alexander Milne. Die Hauptrolle spielt Tigger, einer der Freunde von Pu.

## Handlung
Tigger ist auf der Suche nach einem Sprunggefährten. Aber seine Freunde sind beschäftigt und niemand hat Lust auf Tiggers ständige Hüpferei. Nur der kleine Ruh, das Känguru-Kind, lässt sich von Tigger den „Hula Hupler-Sprung“ zeigen. Bei Tigger zu Hause fanden Tigger und Ruh ein herzförmiges Medaillon. Da macht Tigger sich Gedanken und erkennt, dass er der einzig wahre „Hula Hupler“ im Hundertmorgenwald ist. Er kommt zum Entschluss, dass er seine Familie suchen muss; eine Familie, die aus Tiggern besteht und ebenfalls den „Hula Hupler“ beherrscht. Doch die Suche bleibt erfolglos. So schreibt Tigger einen Brief an seine Verwandten und lädt sie zu sich ein.
Seit Wochen kommt keine Antwort. Tigger wird immer trauriger. Da beschließen Puuh, Ferkel und die anderen Einwohner des Hundertmorgenwaldes, die Sache selbst in die Hand zu nehmen. Um Tigger aufzumuntern, schreiben sie ihm einen Brief, der scheinbar von der Tiggerfamilie stammt. Doch zum Entsetzen seiner Freunde glaubt dieser nun, dass die Familie ihn morgen besuchen käme. Er bereitet ein riesiges Fest vor. Wieder müssen die Anderen handeln. Es dauert nicht mehr lange, bis die seltsamsten Tigger herumspringen. Doch die Maske von Ruh fällt runter. Dadurch bemerkt Tigger, dass seine Freunde sich nur verkleidet haben. Frustriert geht er aus dem Haus und wandert durch den draußen tobenden Schneesturm. Er glaubt noch immer, dass seine Familie auf dem Weg zu ihm ist und gerät auf der Suche nach ihnen immer tiefer in den Sturm. Auf das Bitten von Ruh beschließt Rabbit, gemeinsam mit Puuh, Ferkel, I-Aah und dem kleinen Känguru-Kind, Tigger zu suchen. Als sie ihn finden, bricht eine gewaltige Lawine los. Tigger kann seine Freunde in Sicherheit bringen, wird aber selbst fortgerissen. Er klammert sich an einen Felsen. Doch der kleine Ruh kann ihn mit der Verwendung des „Hula Hupler-Sprungs“ retten. Nachdem sich die Lawine gelegt hat, fanden Eule, Ruhs Mutter Känga und Christopher Robin die kleine Truppe und bringen sie heim. Tigger erkennt, dass seine Freunde seine Familie sind und feiert ein Fest mit ihnen.

## Hintergrund
- Als Tigger nach Hinweisen auf seine Familie sucht, zieht er aus einem Fass unter anderem einen Rettungsring. Auf diesem ist „RMS MILNE“ zu lesen, eine Reverenz an den Autor Alan Alexander Milne.
- Kinostart in den Vereinigten Staaten war am 11. Februar 2000, in Deutschland am 5. Juni 2000.[1]
- Der Film wurde produziert von Walt Disney Television Animation in den Vereinigten Staaten und der japanischen Niederlassung Walt Disney Animation Japan. Für die Realfilm-Szenen war SimEx Digital Studios verantwortlich.[2]
- Die Produktionskosten wurden auf rund 30 Millionen US-Dollar geschätzt. In den Kinos spielte der Film weltweit rund 96 Millionen US-Dollar ein, davon rund 45 Millionen US-Dollar in den USA.[3]

## Kritiken
„Der liebenswerte, kindgerechte Film nach den Figuren von A.A. Milne ist visuell eine Rückkehr zur Einfachheit der ganz von der Figuren-Animation lebenden Disney-Cartoons der 60er- und 70er-Jahre. Eingebunden in eine charmante Geschichte wird daraus ein lohnender Familienfilm.“

## Synchronsprecher
| Rolle             | englischer Sprecher | deutscher Sprecher      |
| ----------------- | ------------------- | ----------------------- |
| Tigger            | Jim Cummings        | Joachim Kaps            |
| Winnie Puuh       | Jim Cummings        | Michael Rüth            |
| Ferkel            | John Fiedler        | Santiago Ziesmer        |
| Ruh               | Nikita Hopkins      | Victoria Frenz          |
| Känga             | Kath Soucie         | Ellen Rappus-Schikowski |
| Rabbit            | Ken Samson          | Gerald Schaale          |
| Eule              | Andre Stojka        | Karl Sturm              |
| I-Aah             | Peter Cullen        | Tilo Schmitz            |
| Christopher Robin | Tom Attenborough    | Filipe Pirl             |
| Erzähler          | John Hurt           | Roland Hemmo            |

## Auszeichnungen
Der Film war 2000 in drei Kategorien für den Annie Award nominiert: Jun Falkenstein für die beste Regie, die Sherman-Brüder (die das Lied Round My Family Tree komponierten) für die beste Musik und Nikita Hopkins für die beste männliche Sprechrolle in einem animierten Kinofilm. In allen drei Kategorien gewann jedoch Toy Story 2.